# NPC-17,742
NPC-17,742 je antagonist NMDA receptora.